# Ivar Martinsen
Karl Ivar Martinsen (Løten, 1920. december 8. – Stange, 2018. szeptember 24.) világbajnoki bronzérmes norvég gyorskorcsolyázó.

## Pályafutása
Két olimpián indult az 1500 méteres versenyszámban. Az 1948-as St. Moritzi olimpián a 16. helyen végzett. Négy év múlva Oslóban a nyolcadik helyet szerezte meg. 1952-ben a hamari világbajnokságon és az 1953-as Európa-bajnokságon is bronzérmes volt.

## Sikerei, díjai
- Világbajnokság:
  - bronzérmes: 1952 – Hamar
- Európa-bajnokság
  - bronzérmes: 1953 – Hamar